# 张希钦 (少将)

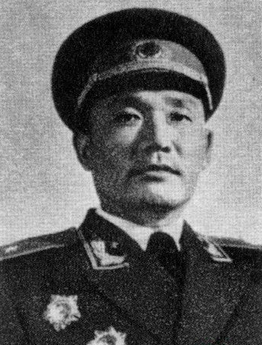
张希钦1955年授衔照

张希钦（1910年3月—1998年12月24日），山东省东明县人，中国人民解放军将领、中国人民解放军开国少将。
曾任中国人民解放军新疆军区副司令员兼参谋长。1955年，授予中国人民解放军少将。
另是中國共產黨第八次全國代表大會代表、中國共產黨第十二次全國代表大會特邀代表，第五届全国人民代表大会代表，第六届全国政协委员。